# Сунішма Сінгх
Сунішма Сінгх (…) — фіджінська кліматична активістка та громадська діячка, якій у 19-річному віці фінансово допомогла «Miss Cal Valley Solar», учасниця конференції ООН зі зміну клімату (COP25) в Мадриді в 2019 році.

## Активізм
Сінгх уродженка Надрога-Навоси. Навчалася в Університеті Південно-Тихоокеанського регіону (USP). У 2018 році отримала ступінь бакалавра в галузі геопросторових інформаційних систем. У 2020 році закінчила аспірантуру та отримала освітньо-науковий ступінь доктора філософії зі зміни клімату
У 2015 році Сунішма Сінгх працювала над використанням відновлюваної енергії для зменшення впливу глобального потепління на економіку. Брала участь у Hibiscus queen. Вона відзначила, що цей захід дав їй знання та вміння розумно розпоряджатися своїм часом. З 2019 року Сінгх обіймає посаду офіцера з питань стійкості в «ООН-Хабітат» (Програма ООН з населених пунктів). «ООН-Хабітат» співпрацює на Фіджі з «Accelerator Lab Pacific», щоб знайти рішення для 13 неформальних поселень у центральній та західній частинах Фіджі (у муніципалітетах Ламі, Сігатока, Наді та Лаутока). Його мета — розробити системи та способи вирішення проблем нестачі харчування та підвищення доходів для місцевого населення, яке там проживає.
Сінгх проявила себе молодіжним екологічним активістом на Фіджі під час проведення Конференції ООН зі зміну клімату (COP25) в Мадриді в 2019 році. У березні 2021 року була одним із спікерів на 7-му азіатсько-тихоокеанському адаптаційному форумі (APAN).